# تيو بوكر
تيو بوكر (بالألمانية: Theo Bücker) مدرب كرة قدم ألماني من مواليد 10 يوليو 1948 في ميونخ الألمانية.
لعب في بداية حياته الرياضية مع نادي بوروسيا دورتموند سنة 1969، وانضم في سنة 1972 للدوري الألماني.
ثم انتقل إلى دويسبورغ، حيث لعب خمس سنوات في الدوري الألماني.
يعيش منذ منتصف الثمانينات في الشرق الأوسط، لعب لنادي اتحاد جدة السعودي في التسعينات الهجرية ثم عاد ودرب نادي الاتحاد وحقق معه كأس الملك وعمل مدربا في كل من الكويت والإمارات العربية المتحدة ولبنان وقد كان يدرب نادي الكويت في سنة 2005، وفي موسم 2005 /2006 انتقل إلى تدريب نادي الإسماعيلي المصري ثم نادي الزمالك المصري، وفي موسم 2006/ 2007 انتقل إلى تدريب نادي الوحدة السعودي، ونادي الأهلي السعودي ونادي الأهلي طرابلس الليبي. ثم أمضى عقدا مع نادي العهد البناني وهو في نفس الوقت يدرب منتخب لبنان لكرة القدم حاليا.
يدرب نادي الاتفاق السعودي في مدينة الدمام شرق البلاد وقد أقيل من منصبه.

## روابط خارجية
- تيو بوكر على موقع قاعدة بيانات كرة القدم.إي يو (الإنجليزية)
- تيو بوكر على موقع بيانات كرة القدم. دي إي (الألمانية)
- تيو بوكر على موقع عالم كرة القدم.نت (الإنجليزية)